# U.S. Highway 19
Der U.S. Highway 19 (kurz US 19) ist ein United States Highway in den Vereinigten Staaten. Der Highway verläuft in Nord-Süd-Richtung durch die Bundesstaaten Pennsylvania, West Virginia, Virginia, Tennessee, North Carolina, Georgia und Florida auf einer Strecke von etwa 2198 Kilometern. Die Endpunkte liegen im Norden in Erie in Pennsylvania und im Süden in Memphis in Florida.

## Verlauf

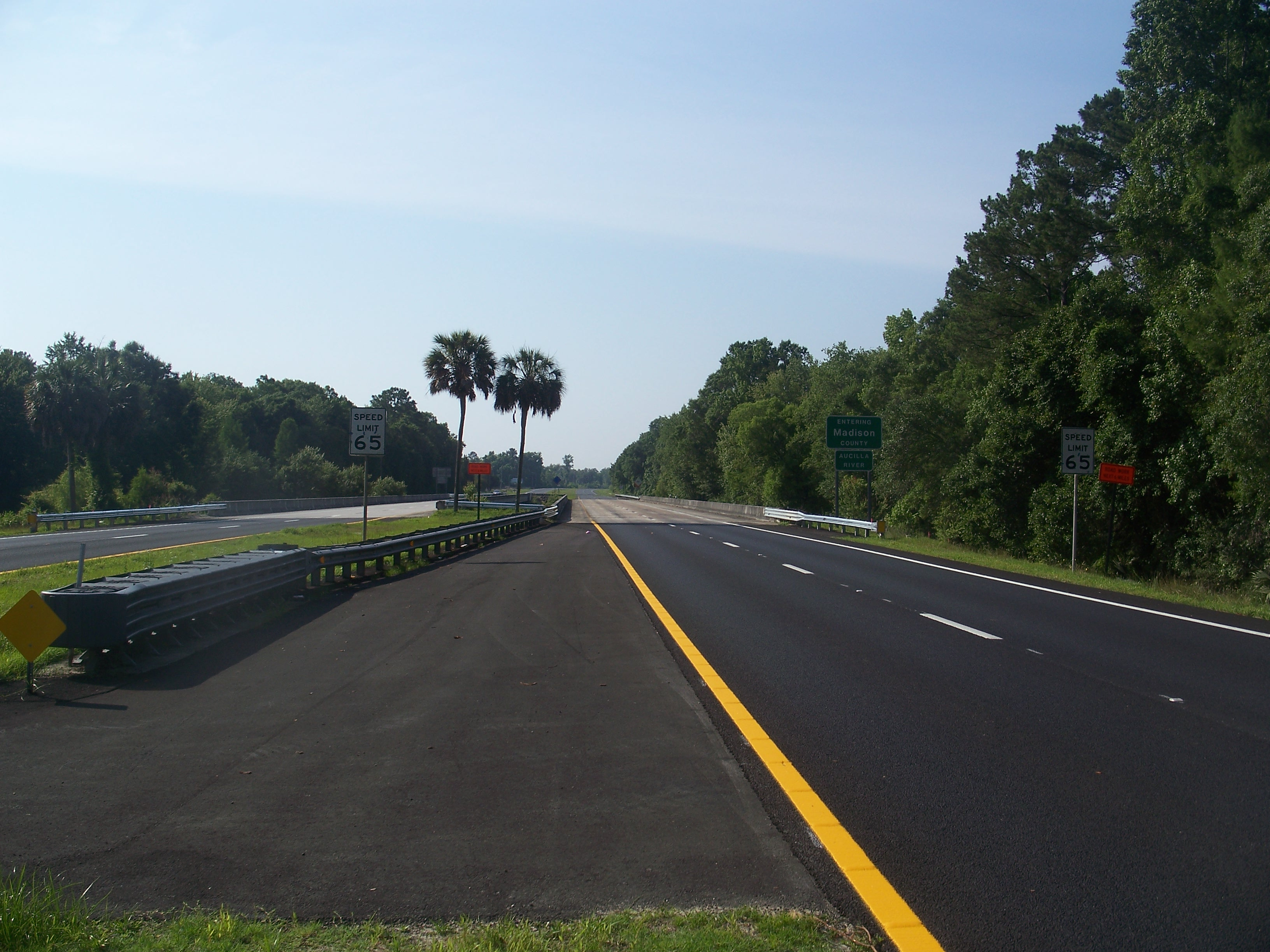
In Florida

### Florida
Das südliche Ende des Highways wird durch das Zusammentreffen des US 19 mit dem U.S. Highway 41 in Memphis gebildet. Die Strecke führt von dort aus nach Norden und trifft bereits nach kurzer Zeit auf die Interstate 275. Beide Straßen führen zusammen über die Sunshine Skyway Bridge über die Tampa Bay nach Saint Petersburg. Dort trennt sich der U.S. Highway 19 wieder von der Interstate und verläuft durch die weiteren Städte im Großraum um Tampa und anschließend entlang der Westküste Floridas weiter nach Norden. Für einen längeren Abschnitt, etwa zwischen Sugarmill Woods und Perry verläuft er zusammen mit dem U.S. Highway 98 und ab Perry bis kurz vor Waukeenah zusammen mit dem U.S. Highway 27. Anschließend werden die Interstate 10 und in Monticello der U.S. Highway 90 gekreuzt, bevor nördlich von Monticello die Grenze nach Georgia überschritten wird.

### Georgia

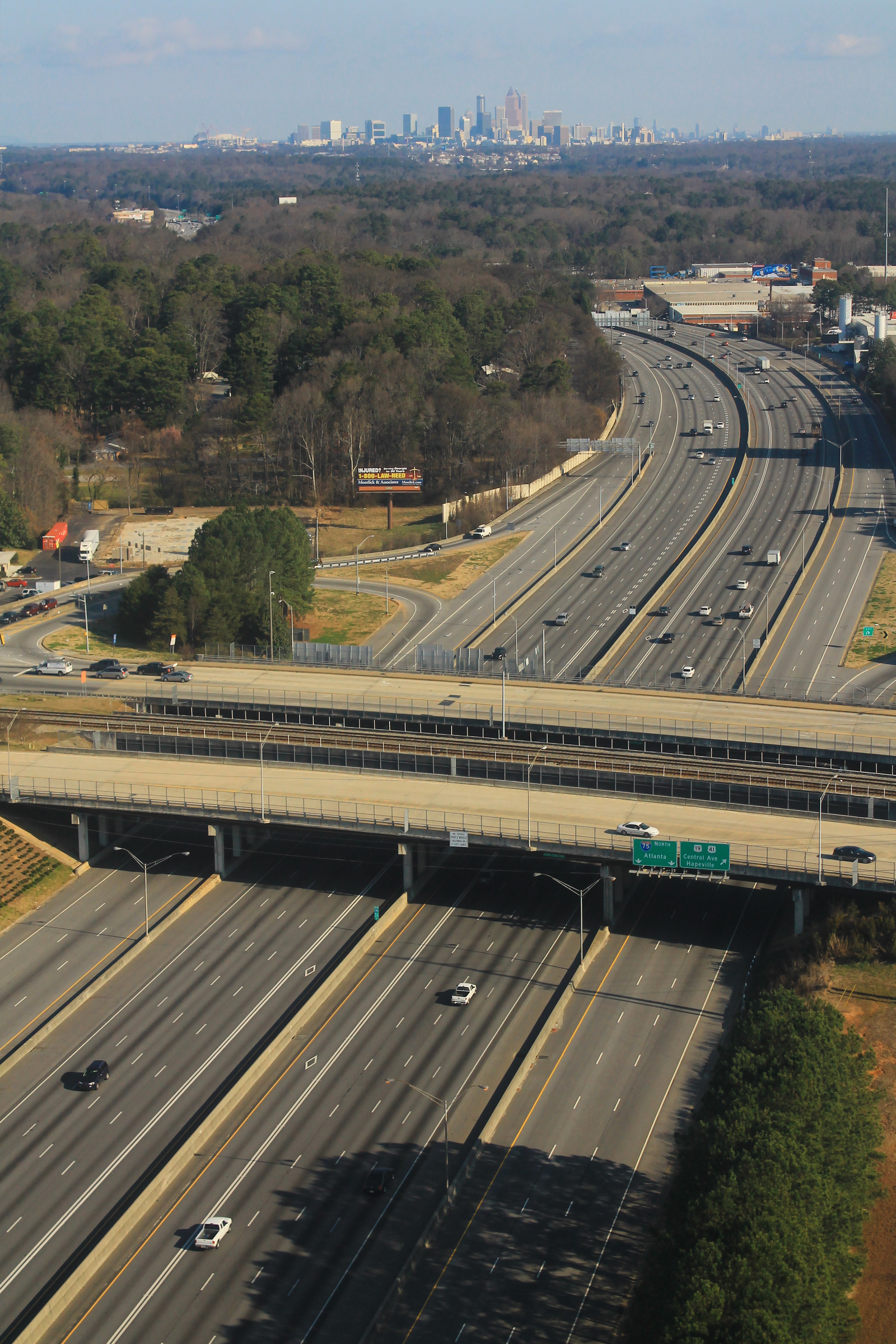
US 19 auf einer Brücke über die Interstate 75, im Hintergrund Atlanta

In Georgia hat der Highway eine gleichbleibende Nord-Süd-Ausrichtung. In Süd-Georgia tangiert er zunächst Thomasville und den US 84 und überquert 95 Kilometer nördlich zusammen mit dem U.S. Highway 82 bei Albany den Flint River. Danach verläuft er weiter nach Norden durch ländliche Regionen im Westen Georgias. Bei Griffin stößt er auf den U.S. Highway 41 und beide nehmen zusammen Kurs auf Atlanta, die Hauptstadt von Georgia. In den südlichen Vororten sowie am Stadtrand von Atlanta bestehen Autobahnkreuze der beiden Highway mit den Interstates 75, 285 und 85 westlich vom Stadtzentrum wird die Interstate 20 unterquert und danach zusätzlich der U.S. Highway 29 aufgenommen. Anschließend führen alle Highways westlich an Downtown vorbei, teilweise gleichbedeutend mit weiteren U.S. Highways und State Routes. Erst nördlich vom Stadtzentrum trennt sich der US 19 von den anderen Strecken und führt alleine wieder an den Interstates 85 und 285 vorbei durch die nördlichen Vororte nach Nordosten und danach durch das Piedmont durch die North Georgia Mountains, wo auch der Chattahoochee-Oconee National Forest durchquert wird. In dieser hügeligen Region der südlichen Blue Ridge Mountains tritt die Straße nach North Carolina ein.

### North Carolina

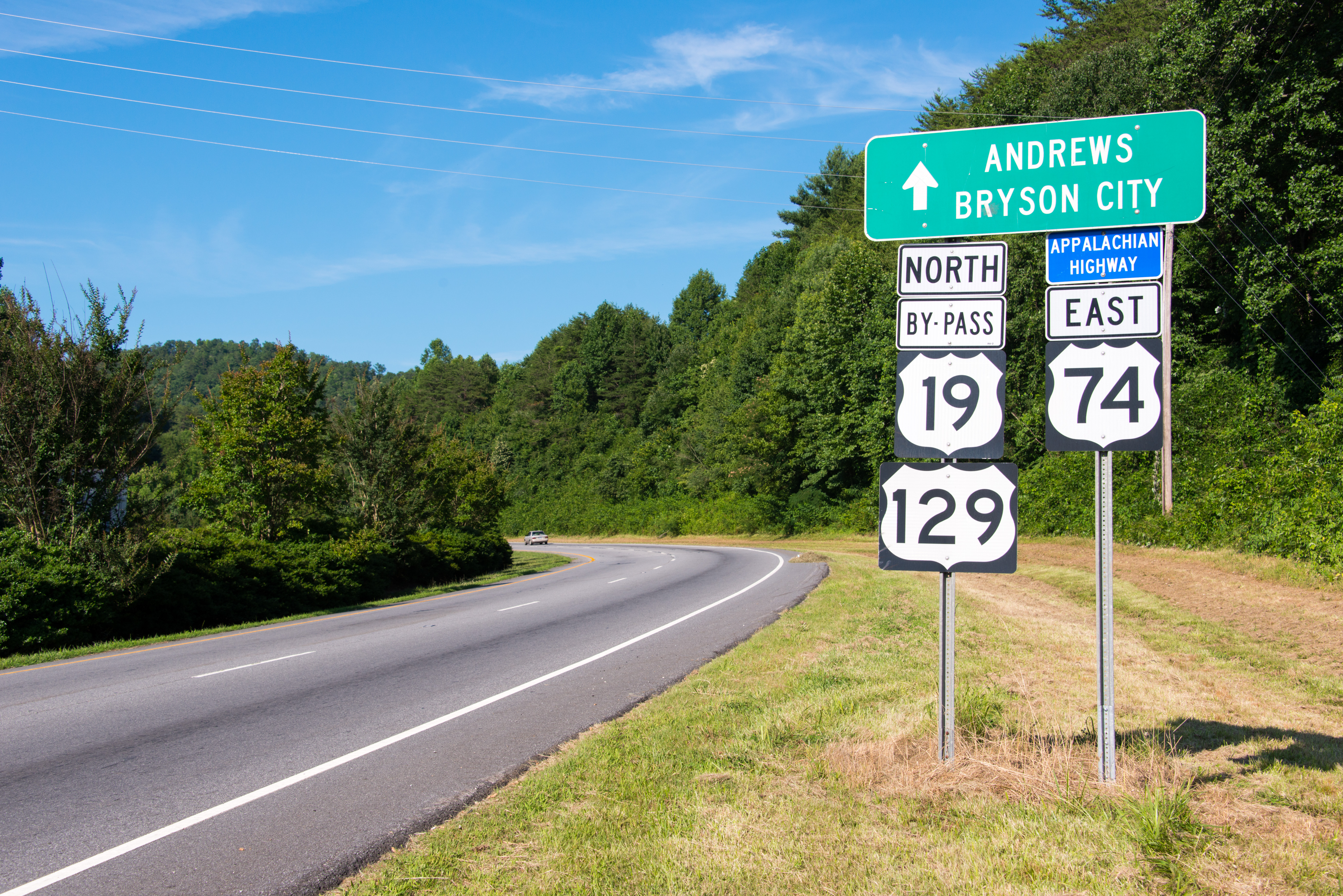
In North Carolina

Gleich nördlich der Staatsgrenze zu Georgia trifft der Highway auf den U.S. Highway 74 und beide verlaufen grob dem Verlauf der Appalachen folgend nach Nordosten durch den Nantahala National Forest. Erst bei Bryson City trennen sich beide Straßen und der US 19 nimmt eine nördlichere Route am Fuße der Great Smoky Mountains entlang, wo er den U.S. Highway 441 kreuzt, welcher durch den Great-Smoky-Mountains-Nationalpark führt. Bei Lake Junaluska trifft die Strecke wieder für knapp 4 km auf den Highway 74 und läuft danach mit dem U.S. Highway 23 parallel zur Interstate 40 nach Osten. Bei Asheville treffen sie auf die Interstate 240 und kurz darauf auf die Interstate 26 auf deren Strecke beide für die nächsten 32 Kilometer nach Norden führen. Bei Mars Hill trennt sich der U.S. Highway 19 von dem Highway 23 und der Interstate 26 und nimmt eine nordöstliche Richtung ein. Bei Cane River spaltet er sich auf in eine Westliche Route (US 19W) und eine östliche Route (US 19E). Beide Teilstrecken verlaufen für 101 beziehungsweise 122 km selbständig und treffen erst wieder in Tennessee aufeinander.

### Tennessee

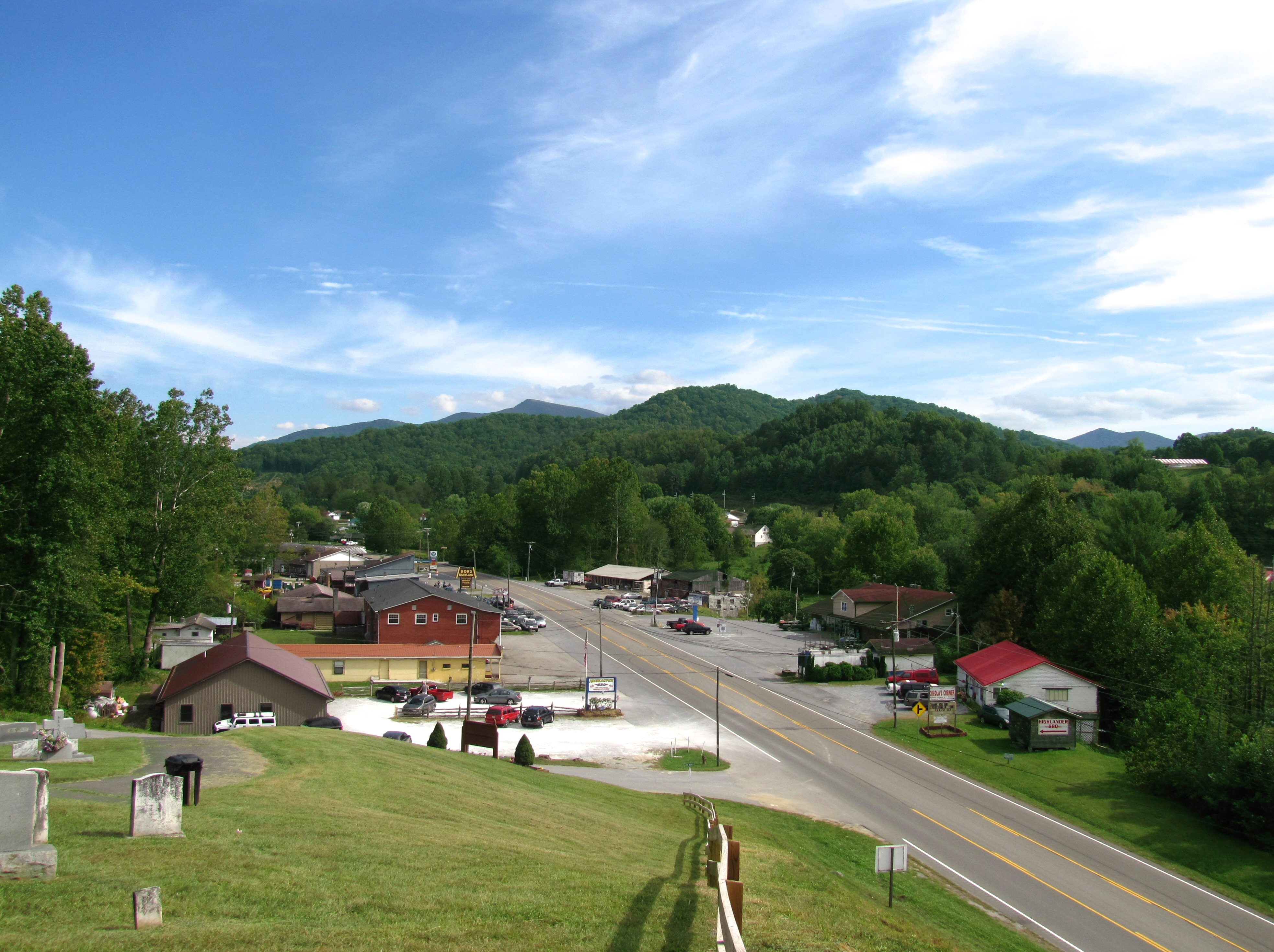
US 19E in Tennessee

Die Teilstrecken US 19W und US 19E treffen im äußersten Osten von Tennessee bei Bluff City am U.S. Highway 11E, einem Teil des U.S. Highway 11, wieder aufeinander. Der wieder vereinte US 19 führt zusammen mit dem US 11E nach Norden und überquert knapp 19 km nördlich bei Bristol, Tennessee die Grenze zu Virginia.

### Virginia
Direkt nördlich der Grenze in Bristol, Virginia vereinen sich die U.S. Highways 11E und 11W zum U.S. Highway 11, mit dem der Highway 19 zusammen verläuft. Beide kreuzen die Interstate 81 und führen parallel zu dieser nach Abingdon, wo sie sich wieder trennen. Ab dort führt der U.S. Highway 19 nach Nordosten durch die Clinch Mountains nach Lebanon. Ab Lebanon nimmt er einen nordöstlichen Verlauf ein und führt entlang des Nordwestrands der Appalachen streckenweise zusammen mit dem U.S. Highway 460 nach Bluefield, Virginia an der Grenze zu West Virginia.

### West Virginia

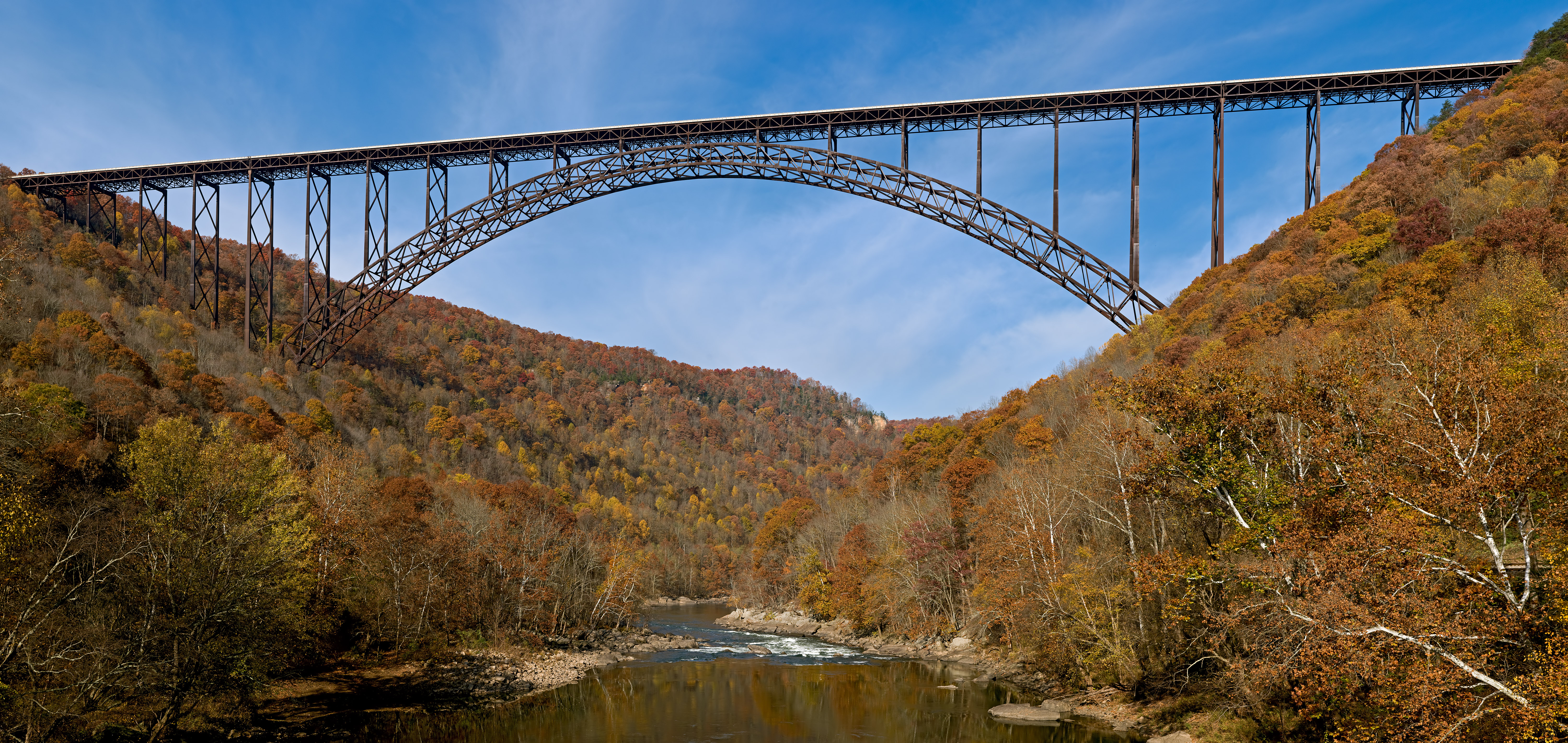
U.S. Highway 19 auf der New River Gorge Bridge in West Virginia

In Bluefield, West Virginia kreuzt der Highway den U.S. Highway 52 und nimmt ab Princeton einen nördlichen Kurs ein. Ab dort bis etwa Beckley ist die Straße parallel zur Interstate 77. Bei Beckley nimmt sie wieder einen nordöstlichen Verlauf ein und überquert bei Fayetteville über die New River Gorge Bridge den New River. Kurz darauf wird der U.S. Highway 60 gekreuzt und die Straße läuft durch hügeliges und dünn besiedeltes Gebiet nach Norden, bis sie auf die Interstate 79 trifft. Mit der Interstate 79 verläuft der Highway für einige Kilometer zusammen, beide trennen sich allerdings bei Flatwoods wieder. Die Straße macht danach einen weiträumigen Schlenker nach Osten, um anschließend wieder parallel zur Interstate 79 nach Morgantown im äußersten Norden von West Virginia zu führen.

### Pennsylvania

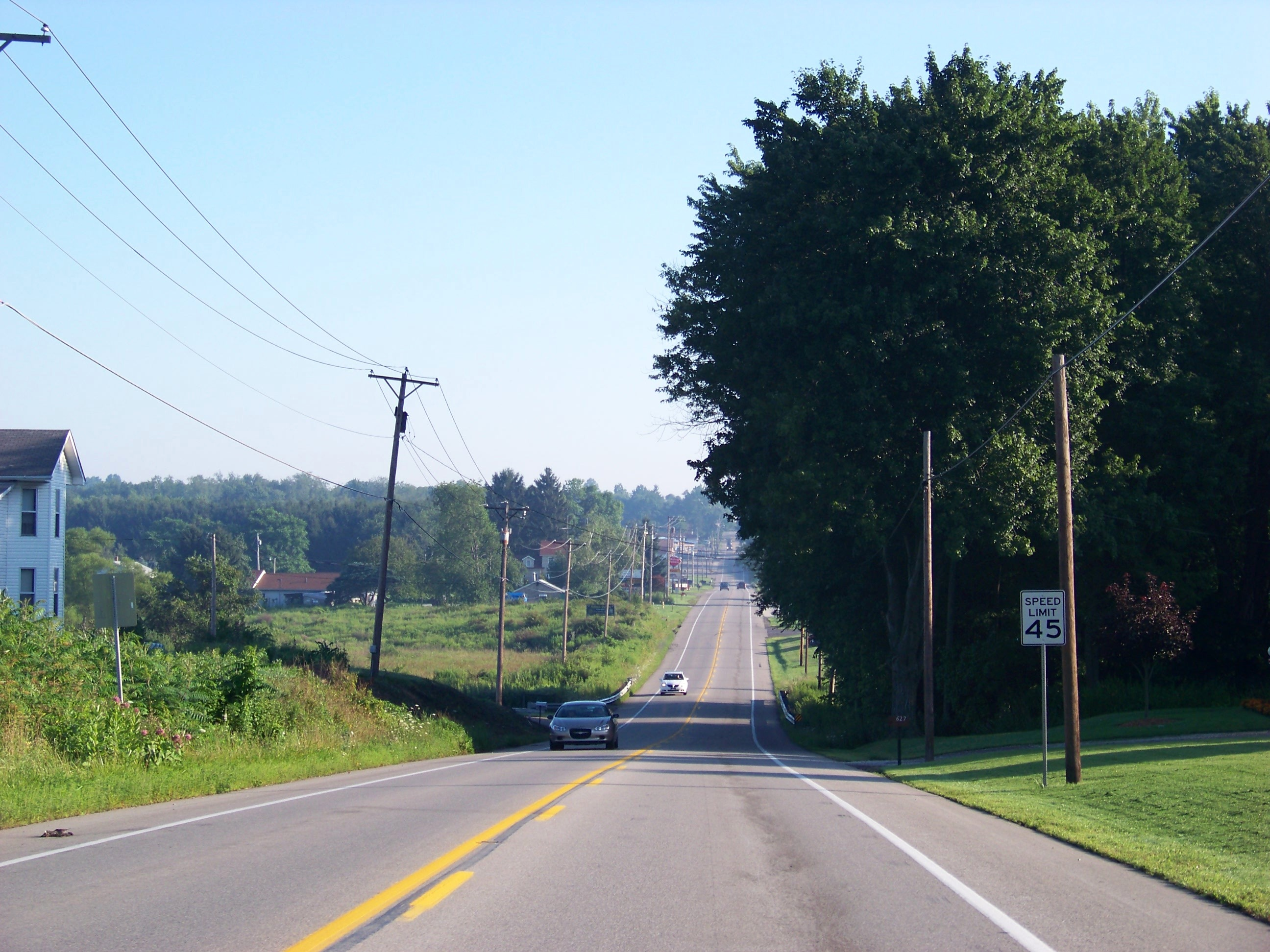
In Pennsylvania

Nach Überqueren der Grenze zu Pennsylvania führt der Highway weiterhin größtenteils parallel zur Interstate 79 nach Norden, bis er auf Pittsburgh trifft. In Pittsburgh kreuzt er die Interstate 376 und überquert westlich des Stadtzentrums über die West End Bridge den Ohio River. Im Norden von Pittsburgh kreuzt er die Interstate 279 und trifft circa 25 km nordwestlich der Stadt auf die Interstate 79 und die Interstate 76. Ab diesem Kreuzungspunkt verläuft der Highway wieder größtenteils parallel zur Interstate 79 nach Norden. Zwischen Meadville und Mill Village entlang des French Creek ist er gleichbedeutend mit dem U.S. Highway 6. Für die restlichen Kilometer verläuft er selbständig nach Norden in Richtung Eriesee, kreuzt kurz vor Erie die Interstate 90 und endet im Zentrum von Erie am U.S. Highway 20 nach fast 2200 km.

## Zubringer und Umgehungen
- U.S. Highway 119, zwischen Kentucky und Pennsylvania (941 km)
- U.S. Highway 219, zwischen Virginia und New York (861 km)
- U.S. Highway 319, in Florida und Georgia (488 km)